# Algoasaurus
Algoasaurus is een geslacht van dinosauriërs behorend tot de Sauropoda dat leefde in het gebied van het huidige Zuid-Afrika.

## Naamgeving
De typesoort Algoasaurus bauri is in 1904 benoemd en beschreven door Robert Broom. De geslachtsnaam verwijst naar Algoa Bay. De soortaanduiding eert de in 1898 overleden Georg Hermann Carl Ludwig Baur. Broom paste de toenmalige conventie toe om soortaanduidingen verwijzend naar een persoon met een hoofdletter te schrijven; hij gaf de naam dus als Algoasaurus Bauri.

## Vondsten en kenmerken

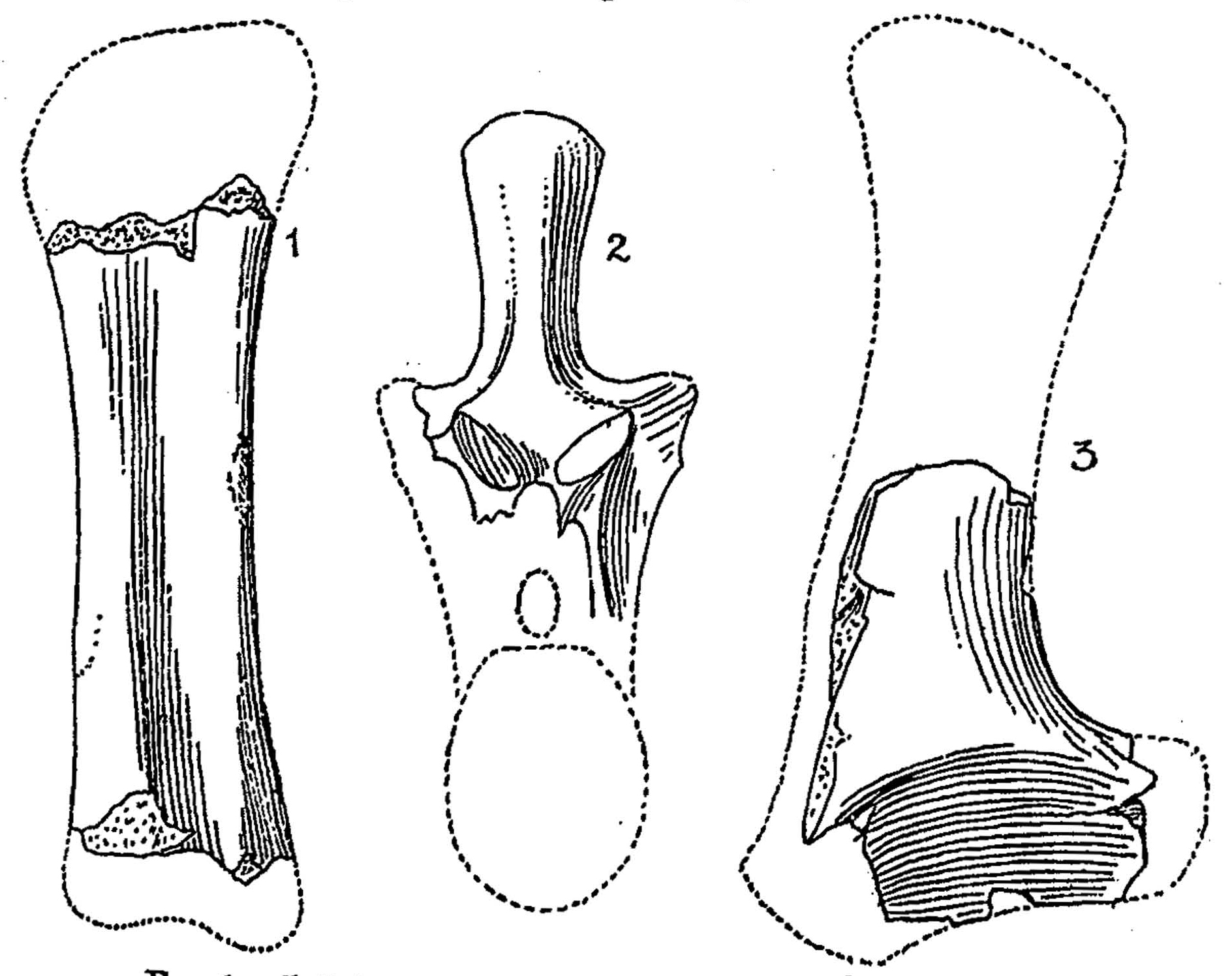
Een dijbeen, wervel en schouderblad beschreven door Broom

Fossielen van de soort werden in 1903 bij Despatch nabij Port Elizabeth ontdekt in een steengroeve van de Port Elizabeth Brick and Tile Company in lagen van de bovenste Kirkwoodformatie die ligt op de grens van het Jura en het Krijt, ongeveer 145 miljoen jaar oud. Hoewel een vrij compleet skelet bewaard was gebleven, werd het belang van de vondst eerst niet onderkend en de botten werden fijngestampt om baksteen van te maken. Medewerkers van het Port Elizabeth Museum wisten alleen een halswervel, een ruggenwervel, een staartwervel, ribben, een schouderblad, een dijbeen en een klauw te bergen.
De botten zijn beschadigd en wat verweerd. Het dijbeen heeft een geschatte lengte van een halve meter. Het heeft een weinig ontwikkelde vierde trochanter, het aanhechtingspunt voor de staartspieren, wat Broom zag als een teken dat de staart slecht ontwikkeld was. De ruggenwervel heeft een geschatte hoogte van 45 centimeter en is sterk gepneumatiseerd, doortrokken van luchtholten. Het doornuitsteeksel is bedekt met een patroon van richels. De totale lengte van het dier was zo'n negen meter.

## Fylogenie
Broom begreep dat de vondst een sauropode betrof en nam voorzichtig een verwantschap aan met Diplodocus, hoewel hij in 1915 ook overwoog dat het een theropode zou kunnen zijn geweest. Ernst Stromer meende in 1932 dat het een lid van de Titanosauridae was en dat zou lange tijd een gangbare classificatie blijven. Tegenwoordig wordt echter meestal aangenomen dat de soort wegens de slechte kwaliteit van de resten een nomen dubium is, waarvan weinig meer gezegd kan worden dan dat het in het algemeen tot de Neosauropoda behoort.